# Veliköy, Çerkezköy
Veliköy là một thị trấn thuộc huyện Çerkezköy, tỉnh Tekirdağ, Thổ Nhĩ Kỳ. Dân số thời điểm năm 2011 là 5.71 người.